# II. Jakab skót király
II. Jakab skót király (Holyroodhouse-palota, 1430. október 16. – 1460. augusztus 3.) I. Jakab skót király és Beaufort Johanna angol grófnő 6. gyermekeként, és második fiaként. (Johanna 1424. február 2-án ment nőül Jakabhoz.)

## Testvérei

### Édestestvérei

#### Nővérei
- Margit, a francia trónörökös, a leendő XI. Lajos francia király első felesége (1424. december 25. – 1445. augusztus 16.), a frigy gyermektelen maradt
- Izabella, I. Ferenc bretagne-i herceg hitvese (1426 ősze – 1494. október 13. vagy 1499. március 5.), két leányt szült, Margitot és Máriát
- Mária, VI. Wolfert, Hollandia nyugati partvidéke urának felesége (valamikor 1428 előtt – 1465. március 20.), két közös fiuk született, ám ők még kisgyermekként meghaltak
- Johanna, James Douglas (Dalkeith 4. bárója) hitvese (születési dátuma ismeretlen - valamikor 1486. október 16. után halt meg), két fiuk (János és Jakab) és két leányuk (Zsanett és Erzsébet) született

#### Ikerbátyja
- Sándor (1430. október 16 – 1430 vége)

#### Húgai
- Annabella, először Savoyai Lajos (Genf grófja, ciprusi király), majd pedig George Gordon (Huntly 2. grófja) felesége (kb. 1433–1509), második férjétől több gyermeke született, de bizonyíthatóan csak Izabella lányáról tuduk biztosan, hogy az ő gyermeke volt
- Eleonóra, Habsburg Zsigmond (Ausztria főhercege, Tirol grófja) felesége (1433–1480. november 20.), első gyermeke, Wolfgang születésekor halt meg, a kisfiúval együtt.

### Féltestvérei
Az édesanyja, az özvegy királyné 1439. szeptember 21-én ismét férjhez ment, ezúttal James Stewart-hoz, Lorne lovagjához, akinek három fiút szült:
- John, Atholl 1. grófja (1440 körül – 1512. szeptember 19.), első felesége Margaret Douglas volt, aki három leányt (Zsanett, Erzsébet és Krisztina) szült neki, második felesége, Eleanor Sinclair 11 gyermeket (két fiú és kilenc leány) szült neki, János, András, Zsanett, Katalin, Erzsébet, Marjory, Margit, Elizabeth, Izabella, Johanna és Margaret
- James, Buchan 1. grófja (1442–1499), felesége Margaret Ogilvie, aki két gyermekkel (Sándor és Izabella) ajándékozta meg őt
- Andrew, Moray püspöke (meghalt: 1501-ben)

## Élete
Bátyja halálával ő lett Rothesay hercege, vagyis a skót trón várományosa. 
II. Jakab 1437. február 21-én, mindössze 6 évesen lépett a trónra, miután apja merénylet áldozata lett, s nagykorúságáig édesanyja kormányozta Skóciát régensként. Még az év március 25-én megkoronázták, a Holyrood Apátságban. A következő két évben Jakab első unokatestvére, Archibald Douglas (Douglas 5. grófja) állt a kormány élén mint helytartó.
Édesanyja, Beaufort Johanna 1445. július 15-én, valószínűleg Andrew nevű fia születésekor, 41 évesen hunyt el, a Dunbar Kastélyban. II. Jakab 1460. augusztus 3-án, csupán 29 évesen halt meg, a Roxburgh várban. A Holyrood Apátságban helyezték őt végső nyugalomra. Özvegye 1463. december 1-jén, ugyancsak 29 éves korában hunyt el, ugyanabban a kastélyban, ahol három évvel korábban hitvese is. Máriát is a Holyrood Apátságban temették el. Három éven keresztül régensi-anyakirálynéi szerepet játszott az ország irányításában, segítve ezzel kiskorú fiát, III. Jakabot.

## Gyermekei
1449. július 3-án, az edinburgh-i Holyrood Apátságban feleségül vette Egmondi Mária gelderni hercegnőt, aki hét gyermeket szült neki.
- Egy ismeretlen nevű, halva született fiú (1450. május 19.)
- Jakab, később III. Jakab néven Skócia uralkodója (1451. július 10. – 1488. június 11.), felesége Oldenburgi Margit dán, norvég és svéd királyi hercegnő, aki három fiút (Jakab, a későbbi IV. Jakab skót király, James és János) szült neki
- Mária (1453. május 13 – 1488 májusa), előbb Thomas Boyd (Arran 1. grófja), majd pedig James Hamilton (Hamilton 1. lordja) felesége, első férjének két gyermeket (Margit és Jakab) szült, második férjének pedig három gyermeket (James, Erzsébet és Róbert) szült
- Sándor (1454 körül – 1485), Albany 1. hercege, első felesége Katherine Sinclair, aki négy gyermeket (három fiú és egy lány) szült neki, ám csupán kettő (Sándor és András) neve ismert, második felesége, Anne de la Tour d'Auvergne egy fiút (János) és egy leányt (Matild) szült neki
- Dávid (1455 körül – 1457 júliusa), Moray grófja
- János (1457 júliusa – 1479), Mar és Garioch 1. grófja
- Margit (1455 körül – halála időpontja ismeretlen), szeretőjétől, William Crichton-tól (Auchingoul 3. lordja) két törvénytelen gyermeke is született, Margit és Jakab, ám Crichton feleségének halála után valószínűleg már összeházasodtak

Egy törvénytelen fia is volt, egy ismeretlen nevű szeretőjétől:
John Stewart, Sticks lordja (meghalt: 1523. szeptember 21.)